# Marlioz (Aix-les-Bains)
Marlioz est un quartier situé à l'extrême sud d'Aix-les-Bains,, dans le département de la Savoie, en région Auvergne-Rhône-Alpes.
Fin 2021, un important chantier de renouvellement urbain débute au centre du quartier.

## Histoire
Le village, autrefois indépendant, est rattaché à Aix-les-Bains dans les années 1860, après que plusieurs incendies avaient ravagé le secteur.
On estime à 32 le nombre d'habitants dont beaucoup travaillaient à la Savoisienne ou aux thermes au début du siècle dernier.
Dans les années 1960, pour pallier la crise du logement, la France entreprend la construction massive d'habitations à loyer modéré (H.L.M.).
Ces grands ensembles sont alors bien accueillis par la population qui découvre un confort moderne.
La zone centrale du quartier est classée comme « quartier prioritaire », avec 1 147 habitants en 2018, pour un taux de pauvreté de 30 %.

### Réhabilitation
Aujourd'hui la partie centrale du quartier est composé de zones et barres HLM. Un projet de réhabilitation est ainsi acté dans les années 2010. Celui-ci vise notamment à requalifier entièrement la voirie et le bâti. Après la démolition des 144 logements du secteur, 170 seront reconstruits dès 2022.

## Socioéconomie
Selon la méthode développée par l'Insee des Ilots Regroupés pour l'Information Statistique (IRIS), le revenu disponible médian par UC est de 22 320 € en 2018. Toutefois, des différentes marquées existent entre le centre du quartier et ses environs.
Le taux de chômage s'élevait à 9,74 % en 2012.

## Principaux lieux
- La mairie de secteur de Marlioz[8] ;
- Les Thermes de Marlioz[9].
- L'Hippodrome d'Aix-les-Bains.
- Le centre commercial Géant Marlioz.

### Enseignement
- Groupe scolaire primaire de Marlioz[10] ;

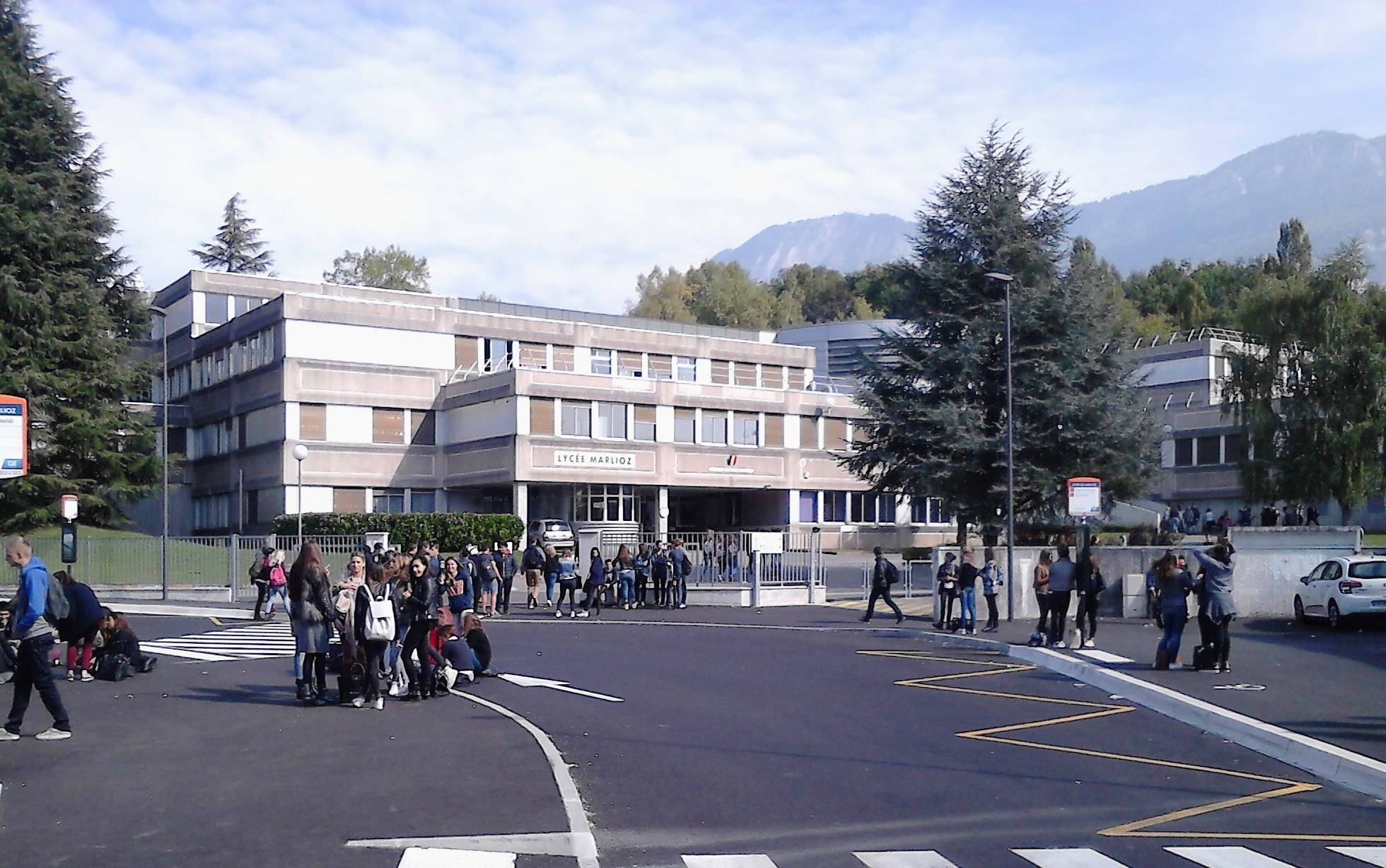
Le lycée Marlioz.

- Le collège Marlioz[11] ;
- Le lycée Marlioz[12].

### Sport
- La Halle Marlioz des sports, parquet pro de l'équipe de Pro B d'Aix Maurienne Savoie Basket[13].